# Вектор (биология)
В епидемиологията вектор е организъм, който сам по себе си не причинява болест, но разпространява зараза, като пренася патогени от един приемник към друг. Класически пример е маларийният комар, който служи като вектор за разпространението на болестта малария, като пренася маларийния плазмодий между хората. Плазмодият е безвреден за комара, но предизвиква малария у хората.
В молекулярната биология векторът е средство за въвеждане на генетичен материал в дадена клетка. В генното инженерство се използват вирусни и бактериални вектори. Самото въвеждане на вектори се нарича трансфекция, а когато се използват вирусни вектори - трансдукция. В този смисъл вектор е ДНК последователност, която се състои от вмъкнат ген и по-голяма област със структурно значение. Целта при използването на векторите, структурата и механизмът могат да бъдат различни. Например, експресивните вектори, освен че съдържат гена, който трябва да се вмъкне в клетката, притежават и специална ДНК последователност, която осъществява експресията на този ген. Транскрипционните вектори са по-прости от експресивните и могат да подлежат на транскрипция, но не е на транслация, т.е. не се проявяват.

## В епидемиологията
Съществуват два типа вектори, които предават инфекциозни агенти към приемащата страна: механични и биологични. Микроорганизмите не се намножават в механичните вектори. Те осигуряват просто физически транспорт. Биологичните вектори освен пренасяне на агента осигуряват и неговото намножаване. Предаването на болестта от животните на човека е известно като зооноза.
- Списък на вектори и някои заболявания, които пренасят:
  - комари (малария, Енцефалит Сейнт Луис, денга, жълта треска, западнонилска треска);
  - бълхи (бубонна чума);
  - кърлежи (лаймска болест, кърлежов енцефалит);
  - еленова мишка (Hantavirus);
  - прилепи (бяс).